# Eudes Rigaud
Pour les articles homonymes, voir Eudes et Rigaud.
Eudes Rigaud, Odo Rigaldi (vers 1210 à Brie-Comte-Robert - 1275 à Rouen), membre de l'ordre franciscain, est archevêque de Rouen de 1248 à 1275.

## Sa famille
Eudes Rigaud est né dans une famille de la petite noblesse qui possédait le fief de Courquetaine près de Brie-Comte-Robert,. Il a deux frères : Pierre, chevalier, et Adam, franciscain. Une de ses sœurs, Marie, moniale bénédictine, devient abbesse du Paraclet (1249-1266). Son neveu Adam Rigaud deviendra doyen du chapitre de Rouen.

## Biographie

### Début de carrière
Il entre chez les Frères mineurs franciscains vers 1230/1236 avant de rapidement devenir l'un des plus grands intellectuels de l'ordre. Il est, avec Alexandre de Halès, Jean de la Rochelle et Robert de La Bassée, un des rédacteurs de l'Exposition sur la règle des Frères mineurs en 1241,. Il rédige comme tant d'autres un commentaire des Sentences de Pierre Lombard. Il étudie à Paris et suit l'enseignement d'Alexandre de Halès, philosophe et théologien scholastique anglais, et reçoit sa maîtrise en théologie en 1242,. Il succède à Jean de La Rochelle et Alexandre de Halès, tous deux morts en 1245, comme maître régent à Paris en septembre 1245 et devient un des professeurs de Bonaventure de Bagnoregio.
Il quitte en 1246 Paris pour Rouen où il est nommé gardien du couvent des Cordeliers. Ce maître en théologie fut élu archevêque de ce diocèse en 1247, probablement grâce à l'appui du roi Louis IX. L'élection d'un franciscain au siège le plus convoité du royaume, avec environ 12 000 livres par an, est tout à fait inhabituelle. Il est sacré à Lyon en mars 1248 par Innocent IV et fait son entrée à Rouen le 19 avril 1248,.

### Archevêque de Rouen
Il est connu pour son journal de visites pastorales dans le diocèse de Rouen, où il constate les insuffisances de la réforme des mœurs du clergé. Il effectue 2 visites complètes de la province en 1250 et 1255. Il visite Marines en 1256, Lisieux en 1257, Évreux en 1258, Sées en 1260, Avranches en 1263, Coutances en 1266, Bayeux et Lisieux en 1267 et de nouveau Évreux en 1269. Le registre s'arrête à cette date.
Il consacre au cours de son archiépiscopat l'église du couvent des franciscains de Rouen en 1261 et aide ou multiplie de nombreuses fondations : les Templiers (vers 1250), la collégiale Notre-Dame-de-la-Ronde (1255), les trinitaires (1259), les carmes (1260), les dominicaines aux Emmurées (1261). Il effectue au cours de son archiépiscopat de nombreux voyages en France, en Angleterre ou en Italie. Il est à Lyon aux côtés du pape Innocent IV en 1248 et 1251, en Angleterre en 1249, à Rome en 1254, à Clermont en 1261, à Bourges en 1268 et au concile œcuménique de Lyon en 1274. Durant la vacance du siège d'Évreux, il bénit le nouvel abbé de Bonport en décembre 1262.
Il augmente notablement le patrimoine de la cathédrale. Il acquiert de nombreuses propriétés foncières : en 1260 la seigneurie de Pinterville, près de Louviers pour 3 200 livres ; la forteresse et la seigneurie de Gaillon en 1262, propriété du roi Louis IX, en échange de 4 000 livres tournois et de moulins à Rouen. Gaillon devient la propriété perpétuelle des archevêques et leur résidence d'été. Il fait l'acquisition de moulins à Rouen et Déville, des étangs de Martainville près de Rouen, de nombreux terrains et maisons à Gaillon, Louviers et Dieppe,.

### Conseiller du roi

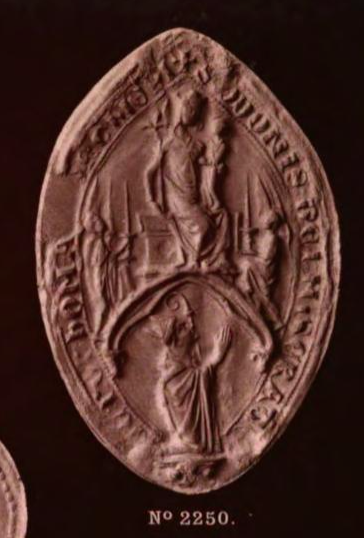

Il devient véritablement l'« ami » du roi à son retour de croisade en 1254. Après la mort du prince héritier Louis en 1259, il rencontre le roi à Pont-de-l'Arche le 26 janvier 1260 pour le réconforter. Il est présent au concile de Paris en 1262, pour les séances du Parlement, pour bénir le mariage des enfants du roi.
En 1257/1258, membre de droit de l'échiquier de Normandie, il joue un rôle important à la conclusion du traité de paix entre le roi de France Louis IX et Henri III d'Angleterre. Le traité est signé à Paris le 28 mai 1258, dans lequel le roi d'Angleterre abandonne ses droits sur le duché de Normandie ainsi que les comtés d'Anjou, de Touraine, du Maine et du Poitou et se reconnaît le vassal du roi de France pour le duché de Guyenne. Pour les conditions d'application du traité, il effectue un nouveau voyage en Angleterre en 1260. En 1264, il devient membre du Parlement de Paris.
Il prend la croix en 1267. En tant que conseiller et proche de Louis IX, le 12 mars 1268, il prêche la croisade aux halles de la Vieille-Tour. Il quitte Rouen pour rejoindre l'armée des croisés le 15 mars 1270. Avant de mourir le 25 août, le roi Louis IX de France le désigne parmi ses exécuteurs testamentaires, et il devient membre du conseil de régence chargé de gouverner la France. Il est la première personne que le roi Philippe III le Hardi désigne pour composer un conseil dans le cas d'une régence, suivant un acte dressé à Carthage le 2 octobre 1270. En 1274, après avoir dépouillé les rapports préparatoires avec l'évêque de Tripoli et Bonaventure de Bagnoregio, il prend part au concile de Lyon où il représente les églises de France et défend les ordres mendiants.
Selon certaines sources, Eudes Rigaud aurait été créé cardinal comme le dit Alfonso Chacón, tandis que d'autres contestent sa promotion. Il ne signera aucune bulle papale.
Il meurt le 2 juillet 1275 à Gaillon et est inhumé dans la chapelle de la Vierge de la cathédrale Notre-Dame de Rouen, sous un enfeu sans gisant, dont le tombeau élevé sur sa tombe était placé contre le mur côté sud. Mutilé par les calvinistes en 1562, il est détruit par le chapitre de la cathédrale en 1769

## Le théologien
Disciple d'Alexandre de Halès, son Commentaire sur les Sentences a influencé Bonaventure qui le copie parfois. Bien que méfiant à l'égard des philosophes, il incorpore des notions d'aristotélisme aux doctrines augustiniennes.

## Ouvrage
- Regestrum visitationum archiepiscopi rothomagensis : journal des visites pastorales d'Eude Rigaud, archevêque de Rouen, A. Le Brument, Rouen, 1852, lire sur Gallica.

Eudes Rigaud est reconnu pour son carnet de voyage relatant avec précision ses journées et la vie en Normandie au XIIIe siècle, Regestrum visitationum archiepiscopi Rothomagensis.

## « À tire-larigot »
Il est parfois raconté (à tort) que cette expression tiendrait son origine d'une des cloches suspendues dans la tour Saint-Romain de la cathédrale de Rouen, qui se trouvait être celle offerte par le célèbre archevêque de Rouen et conseiller de Saint Louis : Eudes Rigaud. Cette cloche, une des plus grosses de son temps, était si lourde et si difficile à mettre en branle, qu'on donnait à boire à ceux qui avaient la charge de la sonner. D'où « Boire à tire la Rigaud ».
En fait, l'expression vient de l'association du verbe tirer « sortir un liquide de son contenant », et mot tombé en désuétude, larigot, qui désignait une petite flûte. 
Cette expression est attestée en 1518 (et on n'en connait pas de trace plus ancienne) sous la forme boire a tyre larigault, puis en 1532 sous la forme boire a tyrelarigot chez Rabelais dans Pantagruel. 
Cette expression était à l’époque principalement associée au verbe boire. Boire à tire larigot était donc pour les buveurs une incitation à faire sortir le vin des bouteilles (dont certaines sont des flûtes) comme on faisait sortir le son de l’instrument, d'ailleurs le verbe flûter est attesté au sens de « boire beaucoup ». 

## Héraldique
Ses armes sont: de gueules au chevron d'argent.